# Cimitero Flaminio
| Cimitero Flaminio | Cimitero Flaminio                     |
| ----------------- | ------------------------------------- |
| Lage              | Via Flaminia 00188 Rom, Region Latium |
| Eröffnung         | 1941                                  |
| Fläche            | 140 Hektar                            |

Der Cimitero Flaminio (auch bekannt als Cimitero di Prima Porta) ist ein Friedhof im Vorort Prima Porta am Stadtrand der italienischen Hauptstadt Rom. Prima Porta liegt rund 12 Kilometer nördlich des römischen Stadtzentrums. Die Anlage an der Via Flaminia wurde 1941 eingeweiht und ist mit 140 Hektar die größte Begräbnisstätte des Landes. Die Gestaltung geht auf die Architektin Elena Luzzatto zurück. Es führen insgesamt 37 Kilometer Straßen und Wege durch den Cimitero Flaminio. Der Friedhof hat Abteilungen verschiedener Religionen (z. B. römisch-katholisch, evangelisch, jüdisch, orthodox oder islamisch). In der Nähe des Krematoriums des Cimitero Flaminio liegt Il Giardino dei Ricordi (deutsch Der Garten der Erinnerung). Auf dem drei Hektar großen Gelände kann die Asche Verstorbener verstreut werden.

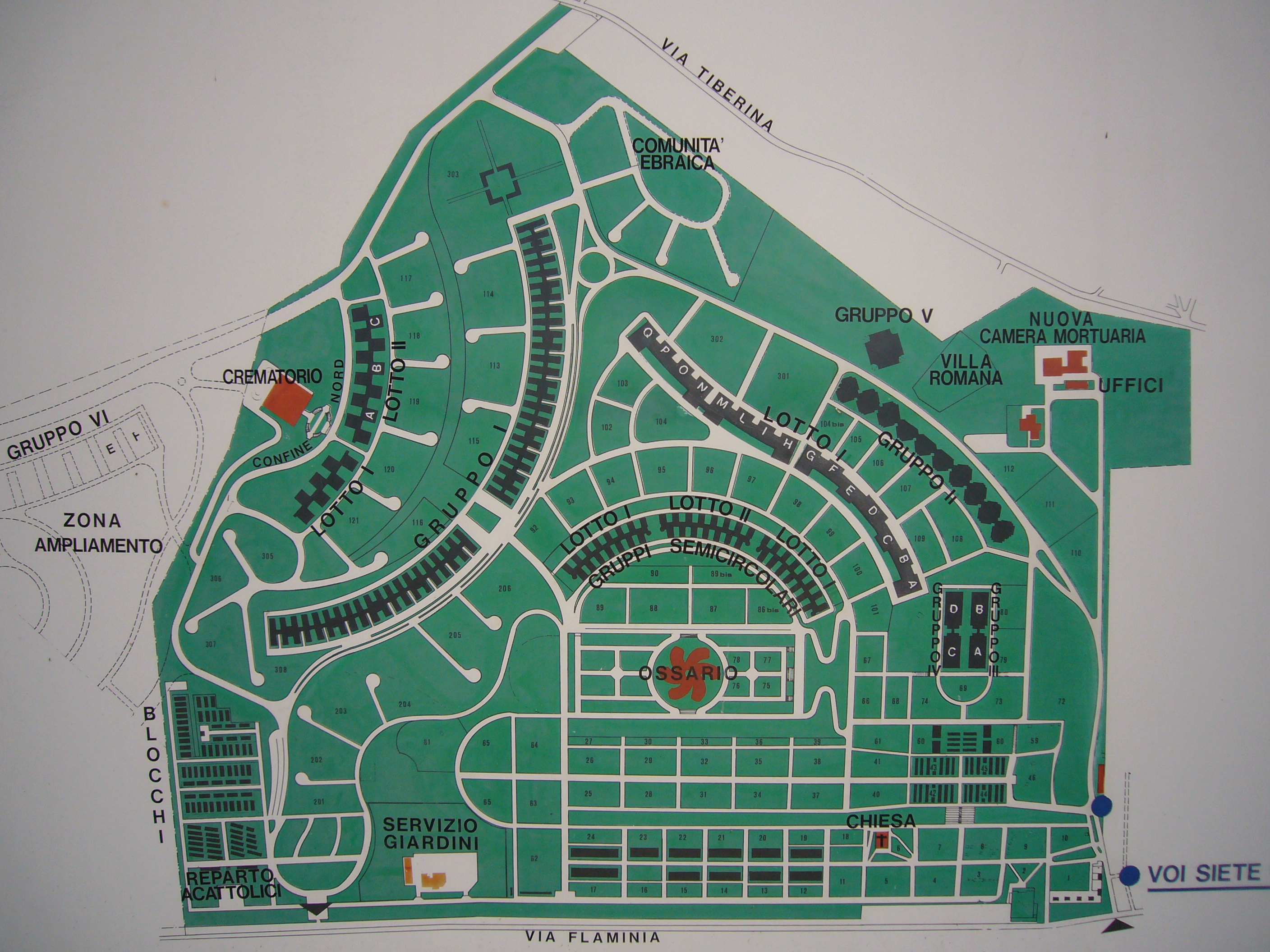
Lageplan des Cimitero Flaminio
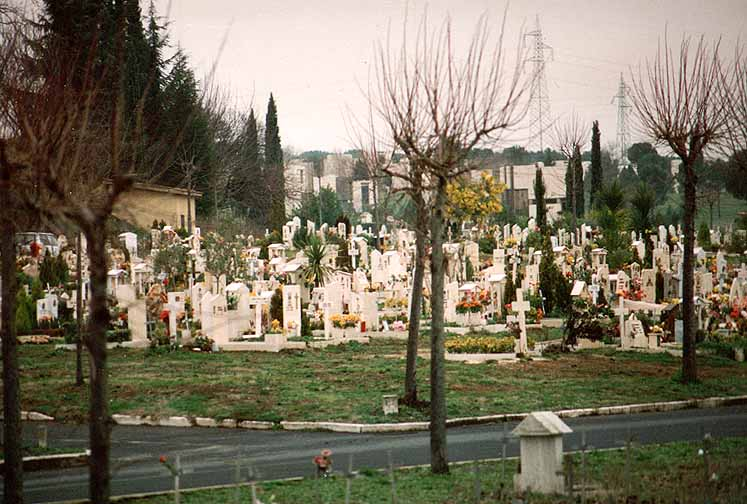
1995
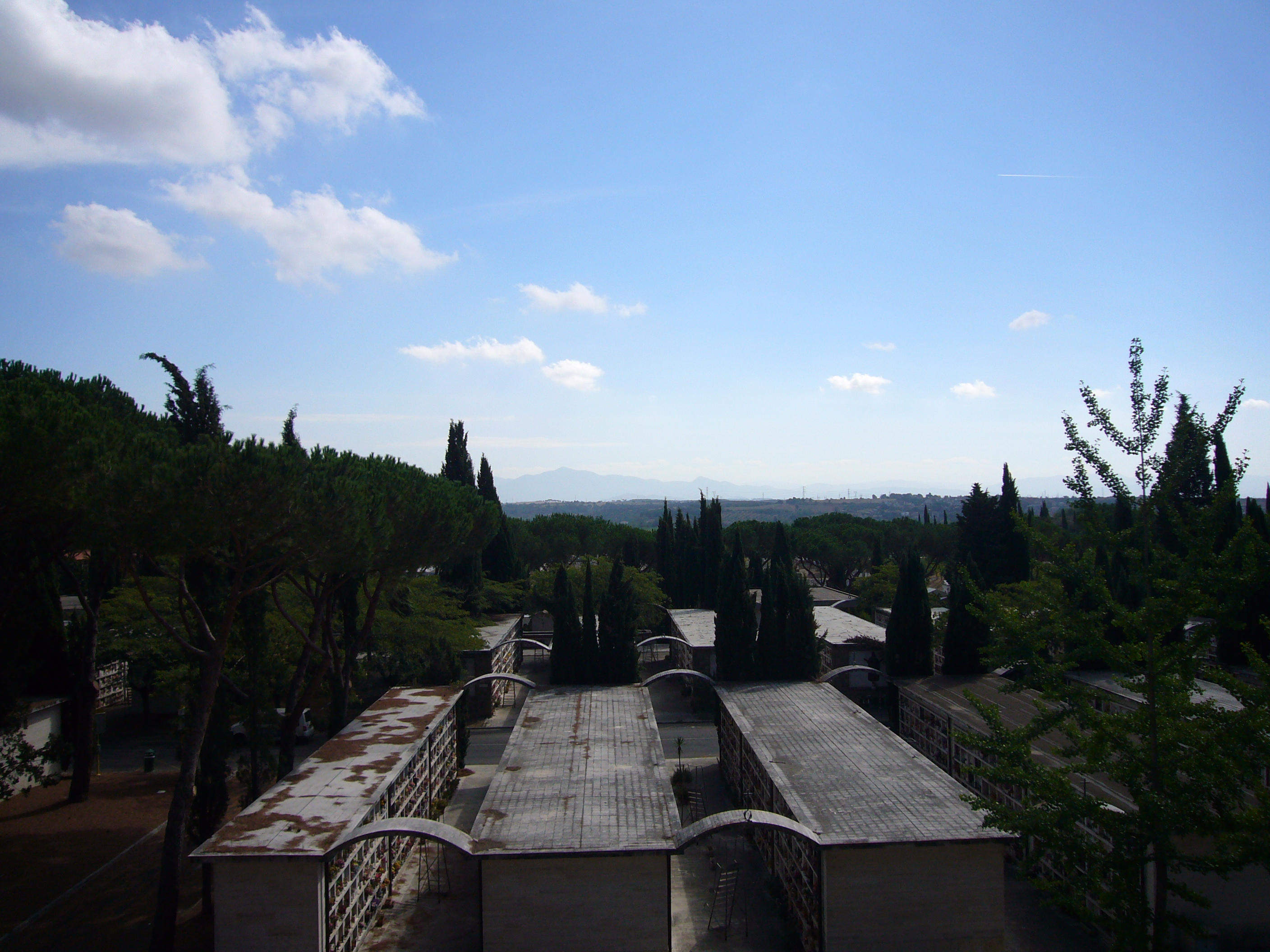
August 2007
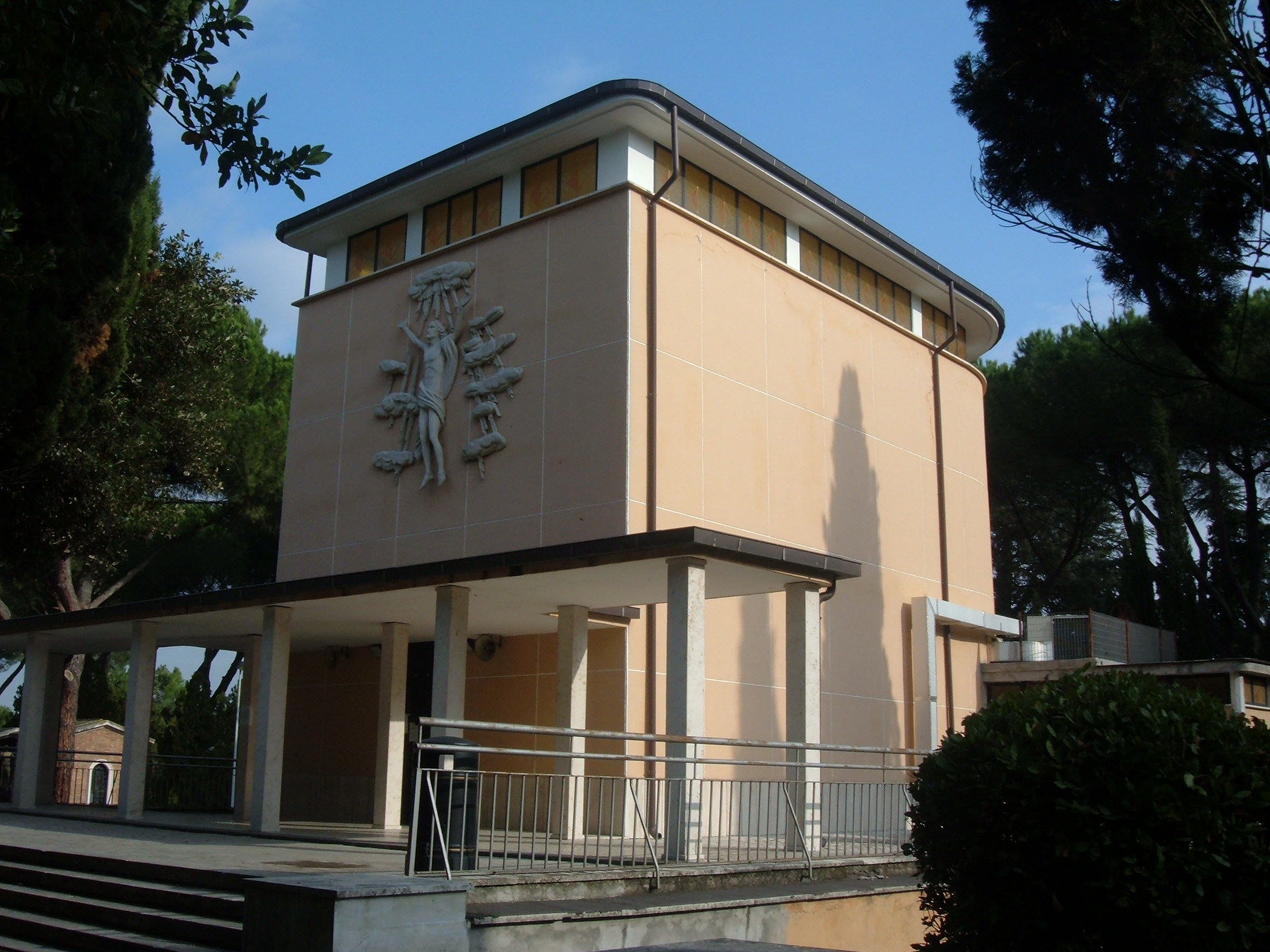
Die katholische Kirche Chiesa di San Michele Arcangelo auf dem Friedhofsgelände
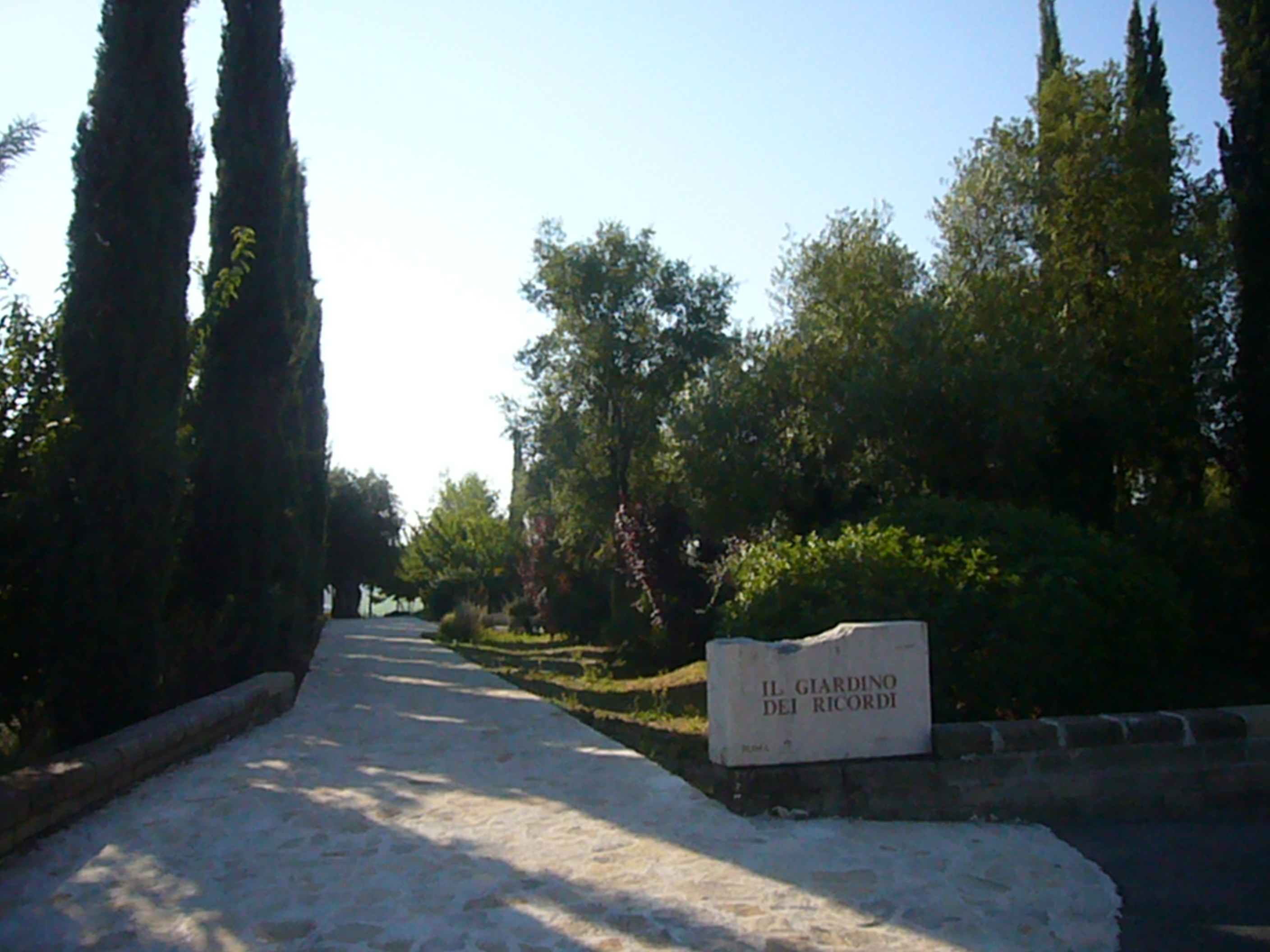
Der Garten der Erinnerung (Il Giardino dei Ricordi)
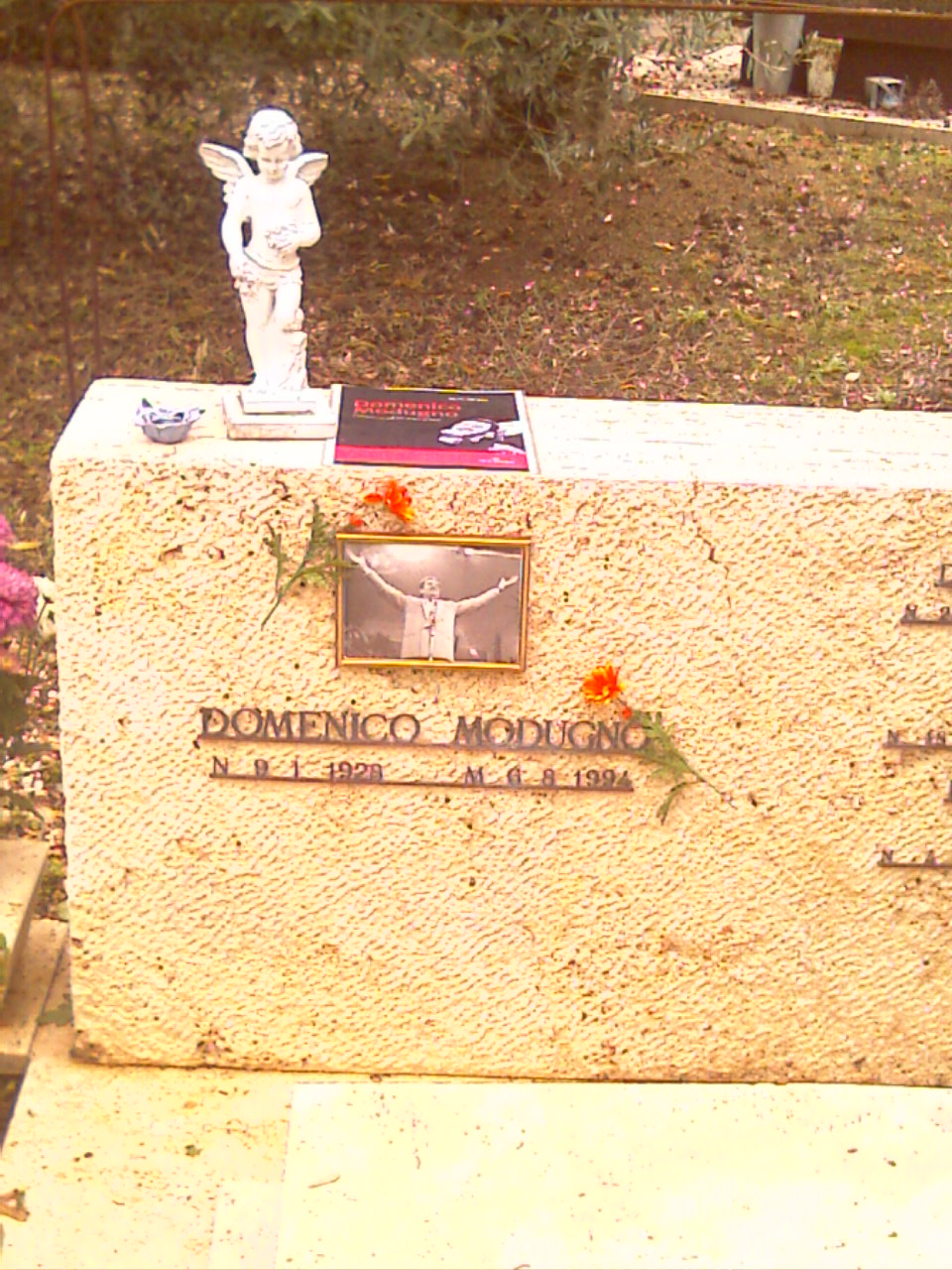
Der Grabstein von Domenico Modugno

## Gräber bekannter Persönlichkeiten
- Mario Ageno (1915–1992), italienischer Physiker
- Gianni Agus (1917–1994), italienischer Schauspieler
- Gilberto Kardinal Agustoni (1922–2017), Schweizer Kurienkardinal der römisch-katholischen Kirche
- Francesco Albanese (1912–2005), italienischer Opernsänger (Tenor)
- Ilaria Alpi (1961–1994), italienische Journalistin
- Ennio Antonelli (1927–2004), italienischer Schauspieler
- Maurizio Arena (1933–1979), italienischer Schauspieler
- Enrico Berlinguer (1922–1984), italienischer Politiker
- Angelo Bernabucci (1944–2014), italienischer Schauspieler
- Fulvio Bernardini (1905–1984), italienischer Fußballspieler und -trainer
- Francesca Bertini (1892–1985), italienische Filmschauspielerin
- Bombolo (1931–1987), italienischer Komiker und Schauspieler
- Carla Boni (1925–2009), italienische Sängerin
- Rossano Brazzi (1916–1994), italienischer Schauspieler und Regisseur
- Gianni Brezza (1942–2011), italienischer Tänzer, Choreograf, Schauspieler und Regisseur
- Vincenzo Cerami (1940–2013), italienischer Schriftsteller, Dramaturg und Drehbuchautor
- Enzo Cerusico (1939–1991), italienischer Schauspieler
- Gino Cervi (1901–1974), italienischer Schauspieler
- Tonino Cervi (1929–2002), italienischer Regisseur, Produzent und Drehbuchautor
- Giorgio Chinaglia (1947–2012), italienischer Fußballspieler
- Eduardo Ciannelli (1889–1969), italienischer Schauspieler
- Luigi Comencini (1916–2007), italienischer Filmregisseur
- Corrado (1924–1999), italienischer Fernseh- und Radiomoderator, Schauspieler, Synchronsprecher, Sänger und Liedtexter
- Vincenzo Crocitti (1949–2010), italienischer Schauspieler
- Carlo Dapporto (1911–1989), italienischer Schauspieler
- Lorella De Luca (1940–2014), italienische Schauspielerin
- Luciana Dolliver (1910–1982), italienische Sängerin
- Arturo Dominici (1916–1992), italienischer Schauspieler und Synchronsprecher
- Elena Fabrizi (1915–1993), italienische Schauspielerin und Köchin
- Rossella Falk (1926–2013), italienische Schauspielerin
- Amintore Fanfani (1908–1999), italienischer Wirtschaftswissenschaftler und Politiker
- Luigi Gatti (1909–1977), italienischer Schauspieler
- Giuliano Gemma (1938–2013), italienischer Schauspieler
- Ileana Ghione (1931–2005), italienische Fernseh- und Theaterschauspielerin
- Enio Girolami (1935–2013), italienischer Schauspieler
- Aldo Giuffrè (1924–2010), italienischer Schauspieler, Komiker und Synchronsprecher
- Ninì Gordini Cervi (1907–1978), italienische Schauspielerin
- Hesperia (1885–1959), italienische Stummfilmschauspielerin
- Sylva Koscina (1933–1994), italienische Schauspielerin
- Virna Lisi (1936–2014), italienische Schauspielerin
- Carlo Lizzani (1922–2013), italienischer Filmregisseur, Drehbuchautor und Schauspieler
- Roldano Lupi (1922–2013), italienischer Schauspieler
- Tommaso Maestrelli (1922–1976), italienischer Fußballspieler und -trainer
- Pupella Maggio (1910–1999), italienische Film- und Theaterschauspielerin
- Luigi Magni (1928–2013), italienischer Drehbuchautor und Filmregisseur
- Riccardo Mantoni (1922–2013), italienischer Regisseur und Synchronsprecher
- Giovanni Manurita (1895–1984), italienischer Opernsänger (Tenor) und Schauspieler
- Marcello Martana (1923–1992), italienischer Charakterschauspieler
- Miroslaw Marusyn (1924–2009), ukrainischer Kurienerzbischof der römisch-katholischen Kirche
- Gilberto Mazzi (1909–1978), italienischer Sänger und Schauspieler
- Pietro Mennea (1952–2013), italienischer Leichtathlet
- Fedora Mingarelli (1912–1992), italienische Sängerin
- Domenico Modugno (1928–1994), italienischer Cantautore, Schauspieler und Politiker
- Benjamin Murmelstein (1905–1989), österreichischer Rabbiner
- Umberto Nobile (1885–1978), italienischer Luftschiffpionier und General
- Silvana Pampanini (1925–2016), italienische Schauspielerin
- Paolo Panelli (1925–1997), italienischer Schauspieler
- Vincenzo Paparelli, italienischer Fußballfan (Er kam 1979 beim Derby della Capitale durch eine Signalrakete ums Leben)
- Enzo Petito (1897–1967), italienischer Schauspieler
- Alberto Rabagliati (1906–1974), italienischer Sänger und Schauspieler
- Renato Rascel (1912–1991), italienischer Sänger und Schauspieler
- Nora Ricci (1924–1976), italienische Schauspielerin
- Gennaro Righelli (1886–1949), italienischer Filmregisseur und Drehbuchautor
- Luciano Rossi (1934–2005), italienischer Schauspieler
- Nini Rosso (1926–1994), italienischer Jazz-Trompeter und Komponist
- Nunzio Rotondo (1924–2009), italienischer Jazztrompeter, Komponist und Hörfunkmoderator
- Stefania Rotolo (1951–1981), italienische Sängerin, Fernsehmoderatorin und Ballerina
- Gigi Sabani (1952–2007), italienischer Fernsehmoderator, Imitator und Sänger
- Elena Sangro (1897–1969), italienische Schauspielerin und Regisseurin
- Gustavo Serena (1882–1970), italienischer Schauspieler und Regisseur
- Lilia Silvi (1921–2013), italienische Schauspielerin
- Lydia Simoneschi (1908–1981), italienische Schauspielerin, Synchronsprecherin und -regisseurin
- Steno (1915–1988), italienischer Filmregisseur und Drehbuchautor
- Duccio Tessari (1926–1994), italienischer Filmregisseur und Drehbuchautor
- Aroldo Tieri (1917–2006), italienischer Schauspieler
- Vieri Tosatti (1920–1999), italienischer Komponist
- Bice Valori (1927–1980), italienische Komikerin und Schauspielerin